# Riyad al-Sulh
Riyad al-Sulh (in arabo رياض الصلح‎?; Sidone, 17 agosto 1894 – Amman, 17 luglio 1951) è stato un politico libanese, primo Primo Ministro del Libano indipendente dal 25 settembre 1943 al 10 gennaio 1945.

## Biografia

Statua di Riyad al-Sulh nel centro della città di Beirut

Durante il suo primo mandato fu anche Ministro delle finanze.
Il 14 dicembre 1946 il presidente libanese Bishara al-Khuri gli affidò di nuovo l'incarico di primo ministro per formare un nuovo governo. 
Il 17 luglio 1951 Riyad al-Sulh fu assassinato ad Amman, in Giordania, da un membro del Partito Social Nazionalista Siriano (PSNS) per vendicare la condanna a morte e l'esecuzione del fondatore del PSNS Antoun Saadé da parte delle autorità libanesi il 7 luglio 1949.
Riyad al-Sulh era il nonno materno dell'emiro e miliardario saudita al-Walīd b. Ṭalāl b. ʿAbd al-ʿAzīz Al Saʿūd e degli emiri Moulay Hisham, Moulay Isma'il e Lalla Zineb del Marocco.

## Vita privata
Al-Sulh sposò Fayza al-Jabiri, sorella del primo ministro della Siria Saadallah al-Jabiri. La coppia ebbe 5 figlie femmine e un maschio, Reda, morto in tenera età:
- Aliya (1935-2007);
- Lamia (1937), sposò il principe Abdallah del Marocco;
- Mona (1938-2025), sposò il principe saudita Talal bin Abd al-Aziz Al Sa'ud;
- Bahija, è sposata con l'ex ambasciatore svizzero Said al-Assad;
- Leila (1946), è stata una delle prime due donne ministro, nel governo di Omar Karami (2004-2005).